# کاترین راسل (خواننده)
کاترین راسل (انگلیسی: Catherine Russell؛ زادهٔ ۲۰ سپتامبر ۱۹۵۶) خواننده سبک جاز اهل ایالات متحده آمریکا است. وی از سال ۲۰۰۶ میلادی تاکنون مشغول فعالیت بوده‌است.
از فیلم‌ها یا برنامه‌های تلویزیونی که وی در آن نقش داشته‌است می‌توان به بریجت جونز: نکته باریک اشاره کرد.